# Poljska voluharica
Poljska voluharica (lat. Microtus arvalis) je srednje velika voluharica dužine 9-12 cm, s repom od 4 cm. 
Težina odrasle životinje doseže od 20 g do 50 g. Kratko krzno na leđima je smeđe, sivo na trbuhu. Poljska voluharica ima male uši i oči. Rep je kratko dlakav. Hrani se zelenim biljkama, a zimi izjeda koru.
Zbog korištenja pesticida, ugrožena je u cijeloj Europi, makar je i dalje brojna. Naseljava velika područja Euroazije i slijedi ljudsku civilizaciju. Primarna staništa su sva kopnena, osim gustih šuma, a najčešća obitava na livadama, poljima i neobrađenoj zemlji. Sekundarna staništa su uglavnom poljoprivredne površine, rahlo tlo bez kamenja i pijeska,pri čemu malo nagnuta područja imaju prednost. Prirodna hrana je trava.U vrtovima se hrani povrćem,osobito korjenastim: mrkvom,ciklom,lukom itd.Jede i lukovice i gomolje cvijeća te tako pravi štetu..Pod zemljom kopa hodnike te iskopanu zemlju ne izbacuje cjelovito na površinu kao krtica. Pod zemljom kopa hodnike koji U podzemnim smočnicama sprema hranu za zimu.Pri kopanju tunela iskopanu zemlju polovično izbacuje na površinu u obliku malih krtičnjaka.Aktivna je uglavnom noću i poslijepodne.Životni vijek oko 2-4 godine.